# De La Fe
De La Fe fue un dúo chileno de música urbana cristiana formado en 2004 por los hermanos Jamir y Jonattann Gómez. Actualmente, Jhamir continúa bajo el nombre De La Fe.
En Chile, fueron declarados por la presidenta Michelle Bachelet como Embajadores de la vida por su trabajo con niños que tienen enfermedades terminales y crónicas, además, de ser laureados como "Mejor Artista Urbano del Año" en los premios Monster Awards Music en 2017.

## Carrera musical
Desde el año 2004 hasta el año 2017, realizaron diferentes trabajos discográficos como Fe Radikal junto a Radikal People, Barrio Latino, Marcaremos la historia, Un sueño real, Todo se puede lograr, y La vida es bella.
En el año 2015, participaron en el álbum de Manny Montes, United Kingdom 2.5: Edición Internacional, como representantes de Chile, mismo año que recibieron dos nominaciones en los Premios AMCL en Ciudad de México, y desde ese año, hasta 2017, recibieron al menos un reconocimiento en tres ceremonias consecutivas de los AE Blessing Awards.
En el año 2017, graban 4 sencillos en la ciudad de Medellín, en el estudio de ICON de Infinity Music, promocionando su single «No es tu culpa», con la producción musical de Mosty y Feid, por el cual recibirían el premio Excelsis en México. Al año siguiente, serían ganadores en la categoría "Mejor grupo Urbano" en los premios Monster Music Awards 2017.
Luego de esto, Jonattann comenzaría una carrera solista como Jona Music, mientras, Jhamir seguiría utilizando el nombre De La Fe, colaborando en álbumes de Manny Montes como Amor Real en «Amarte es mi placer», y «Loco por tu amor» junto a Mr. Don.
En su trayectoria como dúo, han compartido escenario junto a artistas como Alex Zurdo, Funky, Manny Montes, Redimi2, Radikal People, Travy Joe, entre otros, en eventos en Latinoamérica como Expolit 2014 y 2016 (Miami), Expo Cristiana y Riviera Vida Fest (México).
Actualmente De La Fe, dirigido por Jhamir como voz principal y la producción musical de Jona Music, lanzaron su álbum titulado Desde Cero, con los sencillos «Diferente», y «Túnica de colores», junto a otros artistas de Chile como Defra, Author, Wolandia y Simiente Incorruptible.

## Discografía
- 2006: Fe Radikal (junto a Radikal People)
- 2009: Un sueño real
- 2012: Marcaremos la historia
- 2013: Barrio Latino
- 2015: Todo se puede lograr
- 2016: La vida es bella
- 2017: No es tu culpa EP
- 2021: Desde Cero

## Premios y reconocimientos
- 2015: AE Blessing Awards - De La Fe Mejor Producción en Vivo (Ciudad de México)  (Ganador)
- 2016: AE Blessing Awards - De La Fe Mejor Dúo o Grupo (Ciudad de México)  (Ganador)
- 2016: Embajadores de la vida - Nombrados por la presidente de Chile, Michelle Bachelet.[26]
- 2017: AE Blessing Awards 2017 - De La Fe Mejor Video en Colaboración «Representando al Rey» junto a Manny Montes, Matamba & Radikal People (Playa del Carmen - México)  (Ganador)
- 2017: Premio Excelsis por parte de A.N.S.S - De La Fe Single «No es tu culpa» (Ciudad de México)  (Ganador)
- 2017: Premios Monster Awards Music - Mejor Artista Urbano del Año (Ciudad de México)  (Ganador)